# Prima Categoria Campania 1965-1966
Il campionato di calcio di Prima Categoria 1965-1966 è stato il V livello del campionato italiano. A carattere regionale, fu il settimo campionato dilettantistico con questo nome dopo la riforma voluta da Zauli del 1958.
Questi sono i gironi organizzati della regione Campania. Dalla stagione 1952-53 le squadre molisane erano aggregate al Comitato Regionale Campano.
Con la creazione del Comitato Provinciale di Campobasso (1952), le squadre molisane nuove affiliate si iscrivevano al campionato provinciale (dal 1959-60 = Terza Categoria) e agli altri campionati campani di Prima e Seconda Categoria.

## Campania

### Squadre partecipanti
| Squadra              | Città (provincia)          | Stagione 1964-1965 |
| -------------------- | -------------------------- | ------------------ |
| Pol. Acerrana        | Acerra (NA)                |                    |
| S.P. Afragolese      | Afragola (NA)              |                    |
| U.S. Arzanese        | Arzano (NA)                |                    |
| S.S. Benevento       | Benevento                  |                    |
| U.S. Caivanese       | Caivano (NA)               |                    |
| Pol. Capua           | Capua (CE)                 |                    |
| Pol. Casoria         | Casoria (NA)               |                    |
| S.S. Fiamma Sannita  | Benevento                  |                    |
| S.S. Giugliano       | Giugliano in Campania (NA) |                    |
| U.S. Juve S.A.F.F.A. | Napoli                     |                    |
| S.C. Juvenes         | Campobasso                 |                    |
| S.S. Maddalonese     | Maddaloni (CE)             |                    |
| U.S. Mariglianese    | Marigliano (NA)            |                    |
| Rinascita Frattese   | Frattamaggiore (NA)        |                    |
| S.S.C. Santantimese  | Sant’Antimo (NA)           |                    |
| U.S. Sessana         | Sessa Aurunca (CE)         |                    |

### Classifica finale
|  | Pos. | Squadra            | Pt | G  | V  | N  | P  | GF | GS |
|  | ---- | ------------------ | -- | -- | -- | -- | -- | -- | -- |
|  | 1.   | Sessana            | 47 | 30 | 20 | 7  | 3  | 75 | 23 |
|  | 2.   | Acerrana (-1)      | 41 | 30 | 15 | 12 | 3  | 57 | 18 |
|  | 3.   | Caivanese          | 40 | 30 | 14 | 12 | 4  | 44 | 16 |
|  | 4.   | Casoria            | 37 | 30 | 13 | 11 | 6  | 40 | 20 |
|  | 5.   | Benevento (-1)     | 35 | 30 | 14 | 8  | 8  | 42 | 24 |
|  | 6.   | Juvenes            | 31 | 30 | 12 | 7  | 11 | 36 | 49 |
|  | 7.   | Afragolese         | 28 | 30 | 10 | 8  | 12 | 38 | 47 |
|  | 8.   | Maddalonese        | 28 | 30 | 10 | 8  | 12 | 32 | 30 |
|  | 9.   | Arzanese           | 25 | 30 | 9  | 7  | 14 | 37 | 49 |
|  | 10.  | Giugliano          | 25 | 30 | 7  | 11 | 12 | 37 | 50 |
|  | 11.  | Santantimese       | 25 | 30 | 8  | 9  | 13 | 38 | 45 |
|  | 12.  | Juve S.A.F.F.A.    | 24 | 30 | 10 | 4  | 16 | 42 | 46 |
|  | 13.  | Fiamma Sannita     | 24 | 30 | 9  | 6  | 15 | 31 | 58 |
|  | 14.  | Capua (-1)         | 23 | 30 | 8  | 8  | 14 | 30 | 48 |
|  | 15.  | Mariglianese       | 23 | 30 | 9  | 5  | 16 | 30 | 53 |
|  | 16.  | Rinascita Frattese | 21 | 30 | 7  | 7  | 16 | 38 | 71 |

Legenda:
      Ammessa alle finali regionali.
      Retrocessa in Seconda Categoria Campania 1966-1967.
Regolamento:
Due punti a vittoria, uno a pareggio, zero a sconfitta.

### Squadre partecipanti
| Squadra                    | Città (provincia)      | Stagione 1964-1965 |
| -------------------------- | ---------------------- | ------------------ |
| U.S. Aenaria               | Lacco Ameno (NA)       |                    |
| S.S. Alba Napoli           | Napoli                 |                    |
| A.S. Alba XXIII            | Pozzuoli (NA)          |                    |
| S.P. Barrese               | Napoli-Barra           |                    |
| U.S. Flegrea               | Napoli                 |                    |
| A.C. Ilva Bagnolese        | Napoli-Bagnoli         |                    |
| F.B.C. Libertas Vomero     | Napoli                 |                    |
| Pianurese                  | Napoli-Pianura         |                    |
| A.C. Pomigliano            | Pomigliano d'Arco (NA) |                    |
| S.S. Portici               | Portici (NA)           |                    |
| A.S. Posillipo             | Napoli                 |                    |
| U.S. Portosalvo Isolaverde | Ischia (NA)            |                    |
| A.S. Quarto                | Quarto (NA)            |                    |
| F.C. Turris                | Torre del Greco (NA)   |                    |
| Pol. U.N.A.E.M.            | Napoli                 |                    |
| Vigili Urbani              | Napoli                 |                    |

### Classifica finale
|  | Pos. | Squadra               | Pt | G  | V  | N  | P  | GF | GS |
|  | ---- | --------------------- | -- | -- | -- | -- | -- | -- | -- |
|  | 1.   | Turris                | 48 | 30 | 20 | 8  | 2  | 68 | 16 |
|  | 2.   | Alba XXIII            | 43 | 30 | 17 | 9  | 4  | 39 | 16 |
|  | 3.   | Posillipo             | 35 | 30 | 12 | 11 | 7  | 46 | 27 |
|  | 4.   | Barrese               | 33 | 30 | 13 | 7  | 10 | 34 | 31 |
|  | 5.   | Portici               | 33 | 30 | 11 | 11 | 8  | 42 | 30 |
|  | 6.   | U.N.A.E.M.            | 31 | 30 | 11 | 9  | 10 | 38 | 30 |
|  | 7.   | Alba Napoli           | 29 | 30 | 10 | 9  | 11 | 39 | 46 |
|  | 8.   | Libertas Vomero       | 29 | 30 | 10 | 9  | 11 | 24 | 32 |
|  | 9.   | Pomigliano            | 28 | 30 | 10 | 8  | 12 | 23 | 26 |
|  | 10.  | Portosalvo Isolaverde | 27 | 30 | 8  | 11 | 11 | 31 | 41 |
|  | 11.  | Quarto                | 27 | 30 | 9  | 9  | 12 | 31 | 46 |
|  | 12.  | Vigili Urbani         | 27 | 30 | 8  | 11 | 11 | 29 | 34 |
|  | 13.  | Pianurese             | 27 | 30 | 8  | 11 | 11 | 27 | 34 |
|  | 14.  | Aenaria               | 26 | 30 | 9  | 8  | 13 | 32 | 38 |
|  | 15.  | Flegrea               | 26 | 30 | 7  | 12 | 11 | 33 | 36 |
|  | 16.  | Ilva Bagnolese (-1)   | 10 | 30 | 2  | 7  | 21 | 22 | 75 |

Legenda:
      Ammessa alle finali regionali.
      Retrocessa in Seconda Categoria Campania 1966-1967.
Regolamento:
Due punti a vittoria, uno a pareggio, zero a sconfitta.

### Verdetti
- Aenaria classificata al 14º posto dopo spareggio con Flegrea.

### Squadre partecipanti
| Squadra                | Città (provincia)         | Stagione 1964-1965 |
| ---------------------- | ------------------------- | ------------------ |
| U.S. Agropoli          | Agropoli (SA)             |                    |
| U.S. Angri             | Angri (SA)                |                    |
| A.C. Atripalda         | Atripalda (AV)            |                    |
| U.S. Battipagliese     | Battipaglia (SA)          |                    |
| Pol. Cavese            | Cava de' Tirreni (SA)     |                    |
| G.S. Ebolitano         | Eboli (SA)                |                    |
| Pol. Gelbison          | Vallo della Lucania (SA)  |                    |
| U.S. Gesualdo          | Gesualdo (AV)             |                    |
| Nuova Alba             | Scafati (SA)              |                    |
| U.S. Padula            | Padula (SA)               |                    |
| U.S. Paganese          | Pagani (SA)               |                    |
| A.S. Palmese           | Palma Campania (NA)       |                    |
| S.C. Sapri             | Sapri (SA)                |                    |
| A.C. Sianese           | Siano (SA)                |                    |
| A.S. Sorrento          | Sorrento (NA)             |                    |
| S.S. Vis Sanseverinese | Mercato San Severino (SA) |                    |

### Classifica finale
|  | Pos. | Squadra           | Pt | G  | V  | N  | P  | GF | GS |
|  | ---- | ----------------- | -- | -- | -- | -- | -- | -- | -- |
|  | 1.   | Paganese          | 54 | 30 | 24 | 6  | 0  | 82 | 19 |
|  | 2.   | Angri             | 47 | 30 | 20 | 7  | 3  | 69 | 19 |
|  | 3.   | Vis Sanseverinese | 44 | 30 | 21 | 2  | 7  | 95 | 31 |
|  | 4.   | Cavese            | 43 | 30 | 19 | 5  | 6  | 70 | 21 |
|  | 5.   | Battipagliese     | 37 | 30 | 17 | 3  | 10 | 62 | 35 |
|  | 6.   | Palmese           | 33 | 30 | 13 | 7  | 10 | 72 | 50 |
|  | 7.   | Sianese (-2)      | 27 | 30 | 13 | 3  | 14 | 39 | 46 |
|  | 8.   | Agropoli          | 24 | 30 | 10 | 4  | 16 | 46 | 60 |
|  | 9.   | Nuova Alba        | 24 | 30 | 7  | 10 | 13 | 29 | 52 |
|  | 10.  | Ebolitano         | 23 | 30 | 7  | 9  | 14 | 60 | 72 |
|  | 11.  | Sorrento          | 23 | 30 | 7  | 9  | 14 | 29 | 46 |
|  | 12.  | Sapri (-1)        | 22 | 30 | 8  | 7  | 15 | 43 | 74 |
|  | 13.  | Padula            | 22 | 30 | 8  | 6  | 16 | 49 | 88 |
|  | 14.  | Gelbison (-1)     | 20 | 30 | 8  | 5  | 17 | 47 | 83 |
|  | 15.  | Gesualdo (-1)     | 20 | 30 | 8  | 5  | 17 | 33 | 67 |
|  | 16.  | Atripalda (-2)    | 10 | 30 | 4  | 4  | 22 | 22 | 78 |

Legenda:
      Ammessa alle finali regionali.
      Retrocessa in Seconda Categoria Campania 1966-1967.
Regolamento:
Due punti a vittoria, uno a pareggio, zero a sconfitta.

### Verdetti
- Gelbison classificata al 14º posto dopo spareggio con Gesualdo.

## Finali per il titolo
|          | Risultati |          | Luogo e data       |  |
| -------- | --------- | -------- | ------------------ |  |
| Sessana  | 1 - 0     | Turris   | Napoli, ?? ?? 1966 |  |
| Paganese | 1 - 0     | Turris   | Napoli, ?? ?? 1966 |  |
| Sessana  | 1 - 0     | Paganese | Napoli, ?? ?? 1966 |  |

### Classifica finale
|  | Pos. | Squadra  | Pt | G | V | N | P | GF | GS |
|  | ---- | -------- | -- | - | - | - | - | -- | -- |
|  | 1.   | Sessana  | 4  | 2 | 2 | 0 | 0 | 2  | 0  |
|  | 2.   | Paganese | 2  | 2 | 1 | 0 | 1 | 1  | 1  |
|  | 3.   | Turris   | 0  | 2 | 0 | 0 | 2 | 0  | 2  |

Legenda:

      Promosso.
Note:

Due punti a vittoria, uno a pareggio, zero a sconfitta.

## Verdetti
- La Sessana accede in Serie D.